# Glenn Medeiros
Glenn Alan Medeiros (* 24. června 1970) je americký zpěvák a skladatel portugalského původu.

## Diskografie
- Glenn Medeiros (1987)
- Not Me (1988)
- Nothing's gonna Change My Love For You (1989)
- Glenn Medeiros  (1990)
- It's Alright To Love  (1993)
- The Glenn Medeiros Christmas Album (1993)
- Sweet Island Music (1995)
- Captured (1999)
- ME  (2003)